# زوي كوبلويتز

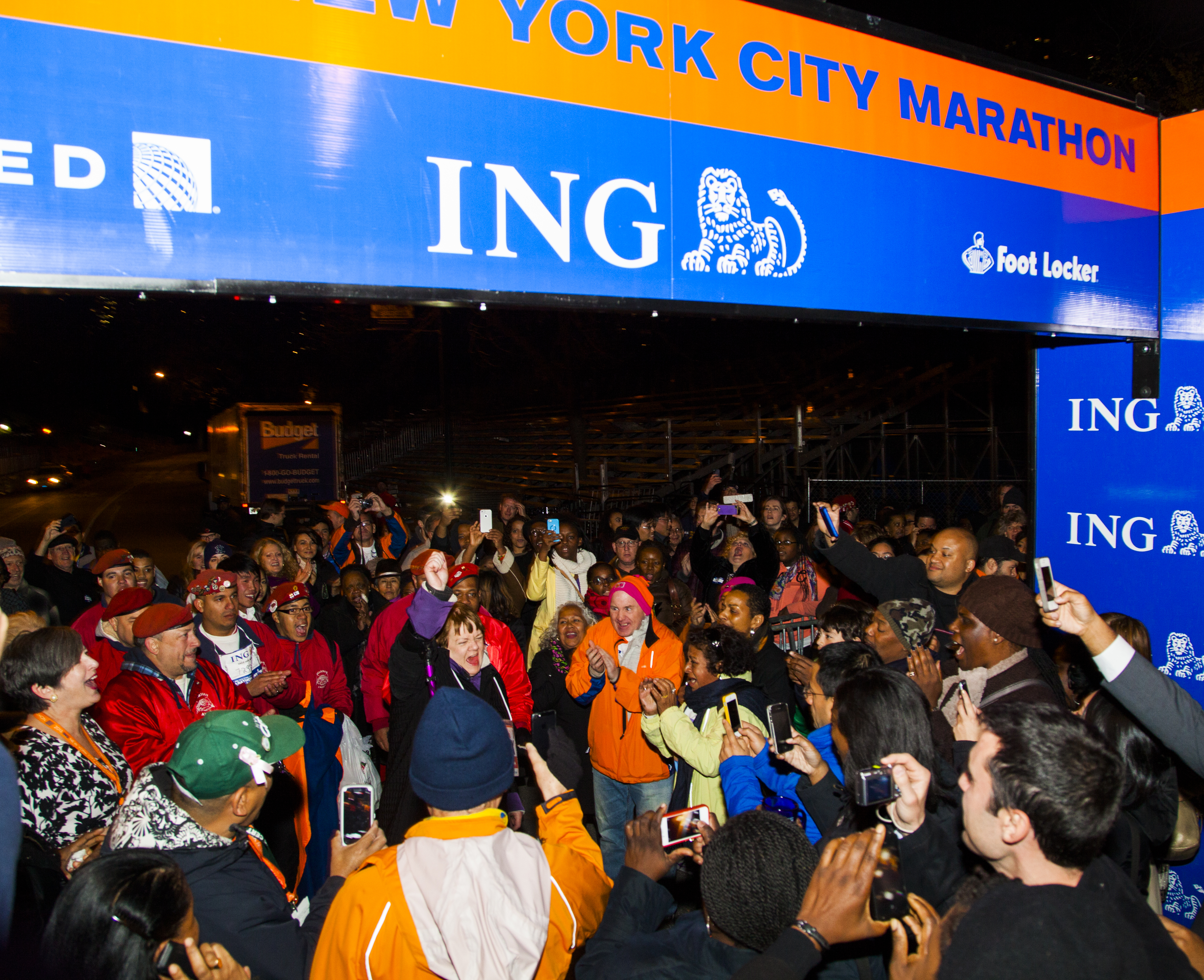
زوي كوبلوويتز عند خط النهاية في ماراثون ING NYC لعام 2013، وهو الماراثون الخامس والعشرون الذي أكملته في مدينة نيويورك

زوي كوبلويتز (بالإنجليزية: Zoe Koplowitz)‏ (مواليد ليندسي كوبلويتز  12 سبتمبر 1948 في نيويورك، نيويورك[بحاجة لمصدر] ) هو عداء ماراثون مصاب بالتصلب المتعدد والسكري، ومتحدث ملهم، ومؤلف كتاب الروح الفائزة - دروس الحياة المستفادة في المركز الأخير. من عام 2013، أكمل كوبلويتز ما مجموعه 25 ماراثون في مدينة نيويورك، وكان جميعها في المركز الأخير. حقق سباقها الذي استغرق 33 ساعة و9 دقائق عام 2000 رقم قياسي عالمي لأطول وقت ماراثون في تاريخ الجري النسائي. "إن السباق لا ينتمي فقط إلى السريعين والأقوياء، بل إلى أولئك الذين يواصلون الجري"، كما يقول كوبلويتز.
في ختام ماراثون مدينة نيويورك ال25 في 4 نوفمبر 2013، ألقت زوي كلمة أمام الحشود التي تجمعت لرؤيتها وتشجيعها عند وصولها إلى خط النهاية. يُفهمك هذا أن الحياة ليست عشوائية أو مُرتجلة دائمًا. هناك خطة، وهي خطة جيدة. عندما نُشارك في سباقات مثل الماراثون، تُتاح لنا فرصة رؤية كيف تتلاءم الأحداث، ولا تعود الحياة سلسلة عشوائية من الأحداث المجنونة.
كانت هناك شابة جميلة مُصابة بالتصلب اللويحي، تنتظرني لساعات في الشارع. على أحد جانبي لافتتها، كُتب اسمي بأحرف كبيرة وواضحة. وعلى الجانب الآخر، كُتب شيءٌ أبكيني. كُتب عليه: "لأنك تركض كل عام، فنحن جميعًا نواصل المشي". أعتقد أن هذا كان عميقًا جدًا. أعتقد أن الأمر هو أن الماراثون ليس مجرد مغامرة بالنسبة لي. إنه مسألة موارد حية؛ ليس مجرد قصص تُروى، بل ما تُعلّمك إياه هذه القصص، ومدى قربها من قلبك على مدار العام، ومدى قوتك وشجاعتك وانتماءك لمجتمع الجري. لقد كان شرفًا عظيمًا حقًا. لقد خضت 25 سباق من هذا القبيل، ولا تشيخ أبدًا.
هناك حياة بعد الإعاقة. إما أن تعيش الحياة هكذا [بضم الأذرع]، أو هكذا [بضم الأذرع]. وبالنسبة لي، مدينة نيويورك هي ذلك. إنها تمتد بأذرعها للبحث عن الإمكانيات والأمل كل عام. أحب هذه المدينة. أحب قوتها، أحب تنوعها، أحب شخصيتها، والحمد لله أنها تبادلني الحب، لأنني لا أعرف ماذا أفعل لو كان حبًا من طرف واحد.
ظهرت كوبلوويتز في العديد من البرامج التلفزيونية والإذاعية الوطنية نتيجة لتاريخها الطويل في إكمال الماراثون. وقد تم تكريمها أيضًا لعملها التطوعي ذي الصلة من قبل الجمعية الوطنية للتصلب المتعدد ونادي أخيل لألعاب القوى ومنظمات أخرى.

## الشعلة الاولمبية
اختارت اللجنة الأولمبية الأمريكية كوبلوويتز ليكون حامل الشعلة في مسيرة الشعلة التي سبقت دورة الألعاب الأولمبية الشتوية 2002.